# Советская улица (Псков)
Советская улица — улица в исторической части Пскова. Проходит от площади Ленина до Вокзальной улицы. Одна из главных транспортных магистралей города.

## История
Впервые упоминается в письменных источниках в 1418 году: посадник Микула согласно пожеланиям жителей города велел замостить Великую улицу вне городских стен.
Первоначальное название характеризует улицу как главную в городе. Постепенно название улицы трансформировалось — Великая улица — Великоулицкая — Великолуцкая.
В советские времена, с 1923 года, улица получила название Советская (постановление президиума Губисполкома от 14.11.1923 г.). В 1927 году в Советскую улицу включили Алексеевскую улицу, поименованную по названию Церкви Алексея человека Божьего с Поля, ведшую к товарной станции Псков-II через Алексеевскую слободу.

## Достопримечательности

д. 7. Бюст Ленина

д. 7 — Дом Брылкина (Губернский почтамт)
д. 18 — Церковь Михаила и Гавриила Архангелов с Городца
д. 19 — Церковь Николы со Усохи
д. 21 — здание Духовной семинарии, на 01.2024г. ведется реконструкция с последующем открытием культурно-просветительского пространства «Россия - моя история»
д. 29 — Дом Тропина
д. 42 — Дом Софьи Перовской
д. 50 — Палаты Меньшиковых
д. 64А — Церковь Старое Вознесение
д. 100 — Церковь Алексия, Человека Божия

## Известные жители
д. 42 — Софья Перовская
В 1900 году в Псков на жительство прибыл В. И. Ленин, первым его адресом стала квартира статистика В. А. Оболенского на Великолуцкой улице, в доме Лапотникова. В годы Великой Отечественной войны дом разрушен фашистами, на этом месте теперь сквер Красных Партизан.

## Галерея

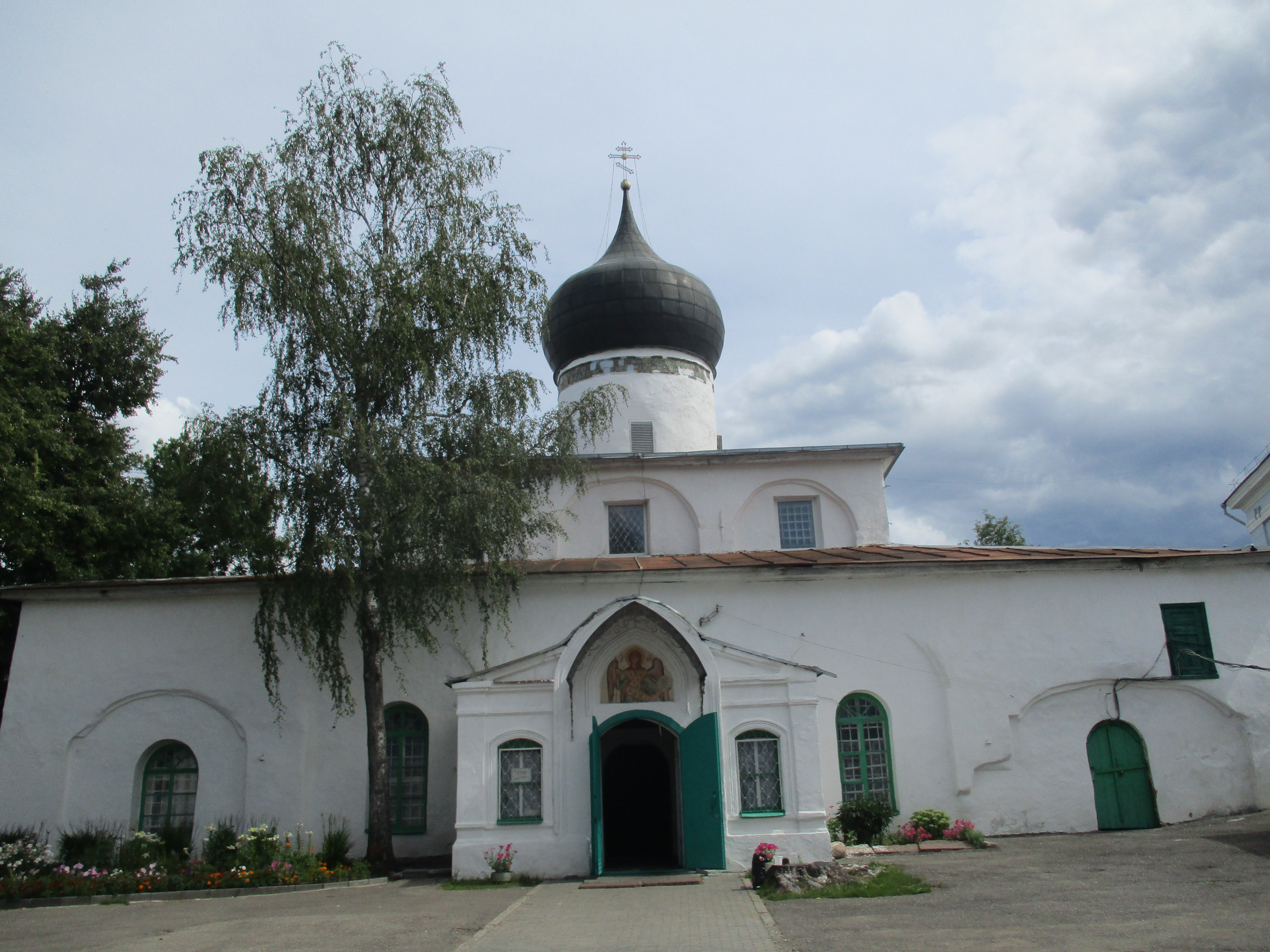
Церковь Михаила Архангела
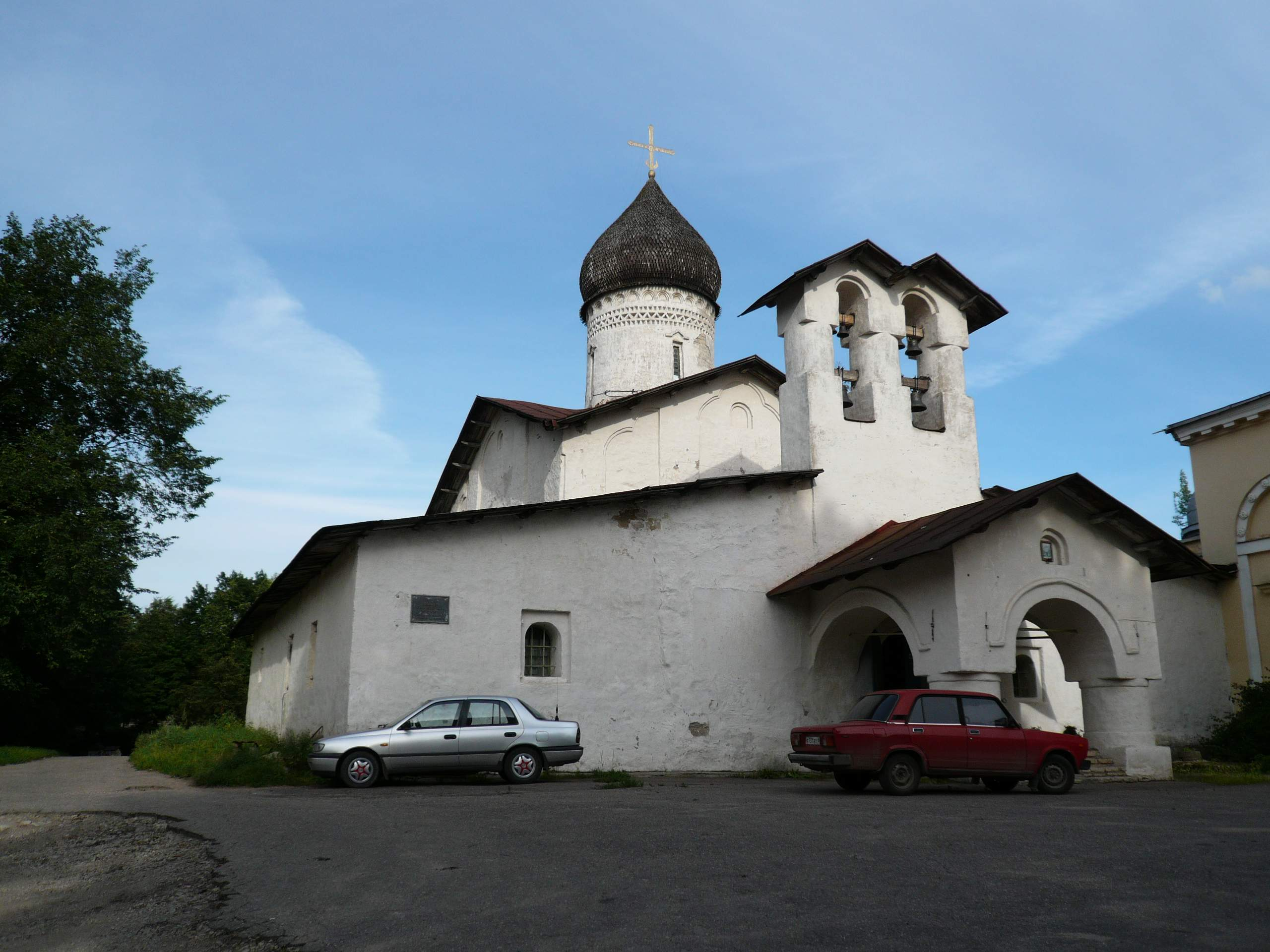
Церковь Вознесения
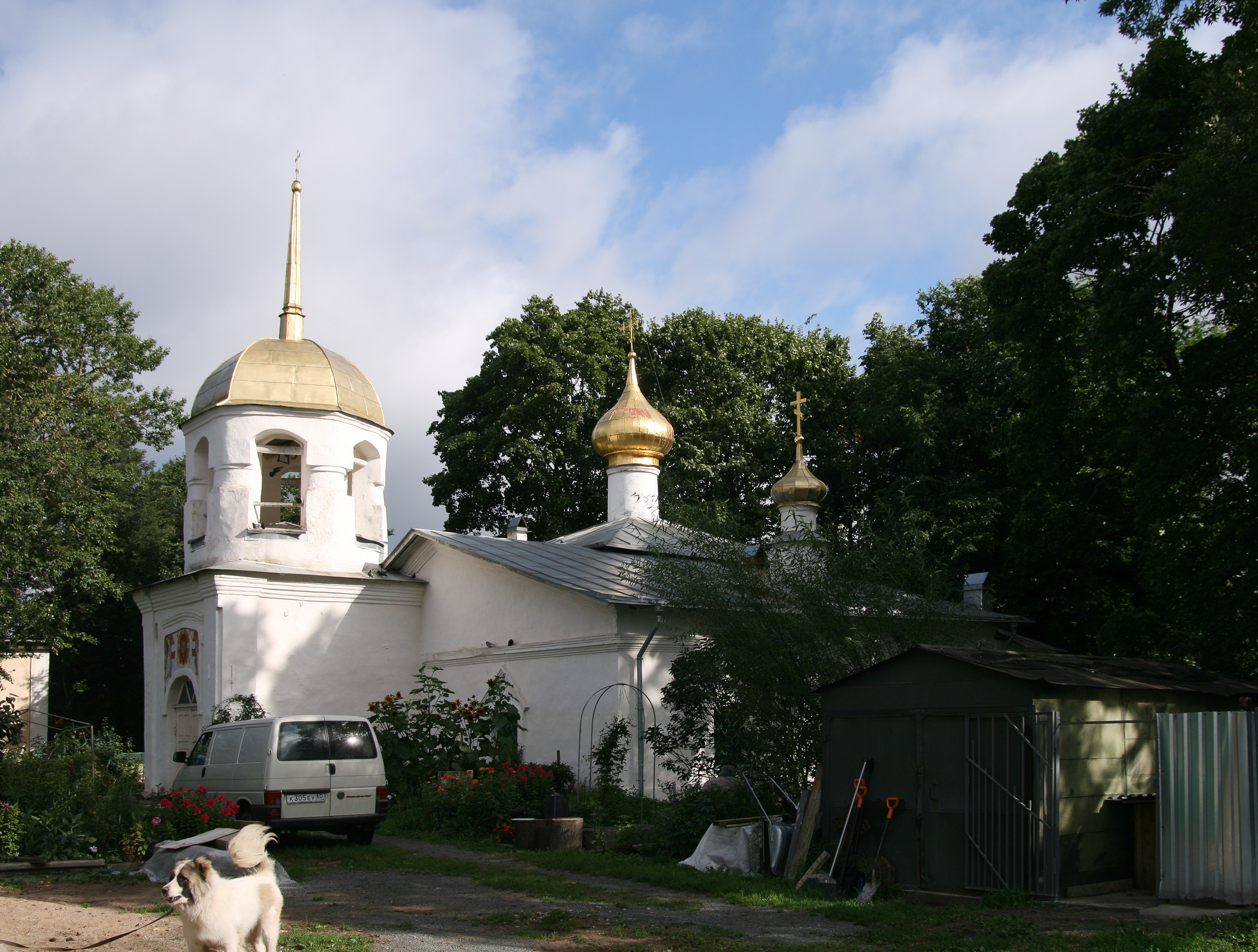
Церковь Алексия, Человека Божия
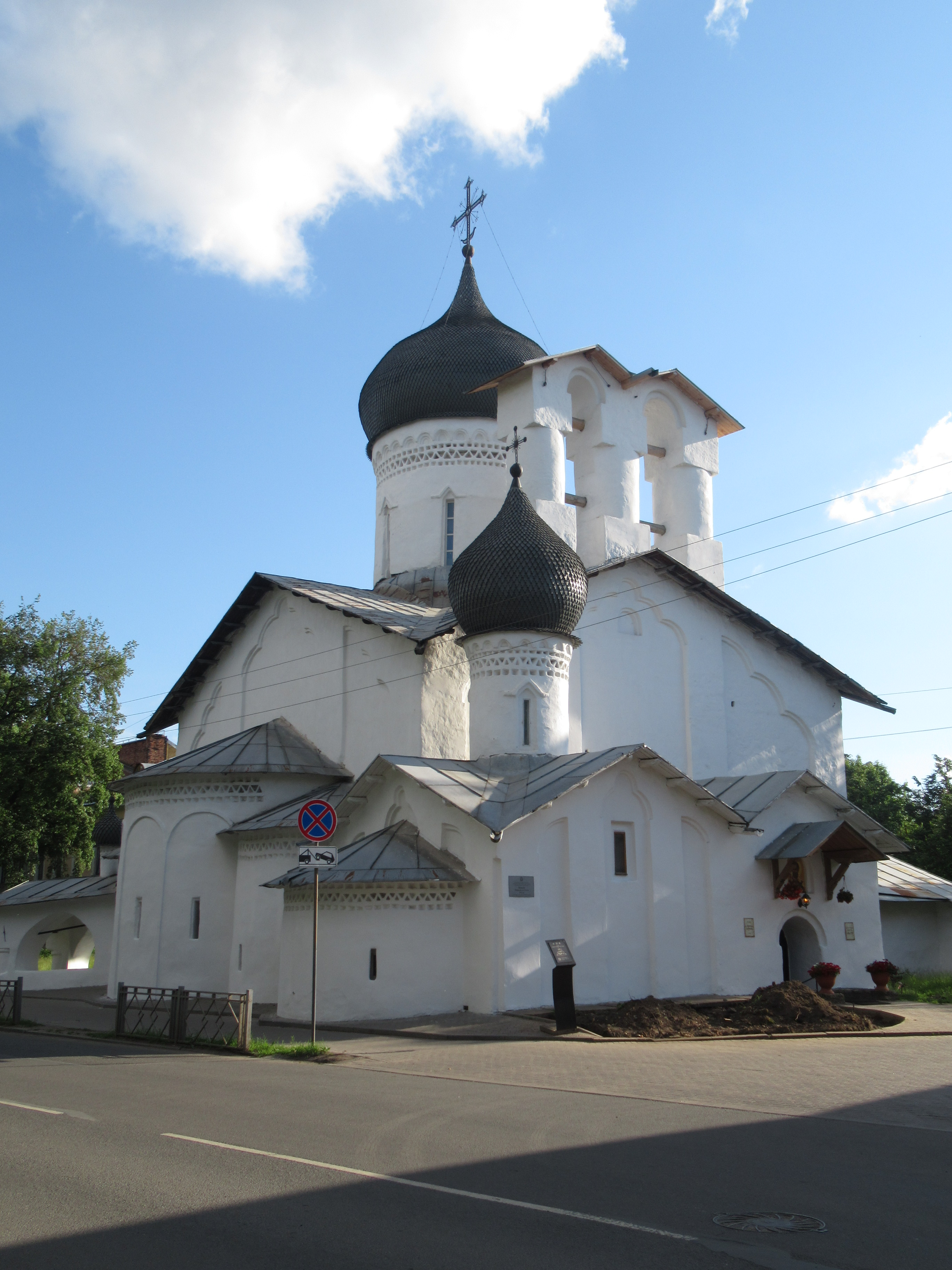
Церковь Николы со Усохи